# Список глав государств в 1826 году
| 1825 ← Список глав государств по годам → 1827 |

## Азия
- Абхазское княжество — Михаил (Хамуд-бей), князь[англ.] (1822—1864)
- Абу-Даби — Тахнун ибн Шахбут аль-Нахайян, шейх[англ.] (1818—1833)
- Азербайджан — 
  -  Карадагское ханство — Мухаммед Кули, хан (1813—1828)
  -  Нахичеванское ханство — Эхсан, хан (1817/1820—1828)
  -  Талышское ханство — Мир Гасан, хан (1814—1828)
- Афганистан (эмират) — Дост Мухаммед, эмир[англ.] (1823—1839, 1845—1863)
- Бахрейн — 
  - Абдалла ибн Ахмад Аль Халифа, хаким (1795—1843)
  - Халифа ибн Салман Аль Халифа, хаким (1825—1834)
- Бруней — 
  - Мухаммад Канзуль Алам, султан (1807—1826)
  - Мухаммад Алам, султан (1826—1828)
- Бутан — Чогьи Пургьял, друк дези (1823—1831)
- Великих Моголов империя — Акбар Шах II, падишах (1806—1837)
- Вьетнам — Нгуен Тхань-то (Минь Манг), император (1820—1841)
- Гератское ханство — Камран ибн Махмуд, хан (1818—1842)
- Грузинское царство — 
  -  Гурийское княжество — 
    - Мамия V Гуриели, князь (1797—1826)
    - Давид Гуриели, князь (1826—1829)

  -  Мегрельское княжество — Леван V Дадиани, князь (1804—1846)
- Индия —
  - Аджайгарх — Бакхт Сингх, раджа (1809—1837)
  - Алвар — Бан Сингх Прабхакар, раджа (1815—1857)
  - Алираджпур — Джашвант Сингх, рана (1818—1862)
  - Амбер (Джайпур) — Джай Сингх III, Махараджа савай (1819—1835)
  - Аркот (Карнатака) — Гулам Мухаммад Гхаус-Хан, наваб (1825—1855)
  - Баони — Амир аль-Мольк, наваб (1815—1838)
  - Бансвара — Бхавани Сингх, раджа (1819—1838)
  - Барвани — Мохан Сингх, рана (1794—1839)
  - Барода — Саяджи Рао Гаеквад II, махараджа (1818—1847)
  - Башахра[англ.] — Махендра Сингх, рана[кат.] (1815—1850)
  - Бенарес — Удит Нарайян Сингх, раджа (1795—1835)
  - Биджавар — Ратан Сингх, раджа (1810—1833)
  - Биканер — Сурат Сингх, махараджа[англ.] (1787—1828)
  - Биласпур (Калур) — Шарак Чанд, раджа (1824—1839)
  - Бунди — Рам Сингх, раджа (1821—1889)
  - Бхавнагар — Ваджесинхжи Вакхатсинхжи, такур сахиб (1816—1852)
  - Бхаратпур — 
    - Дурджан Сал, махараджа (1825—1826)
    - Балвант Сингх, махараджа (1826—1853)

  - Бхопал — 
    - Гоус Мохаммад Хан, наваб (1807—1826)
    - Миуз Мохаммад Хан, наваб (1826—1837)

  - Ванканер — Чандрасинхжи II Кесарисинхжи, махарана радж сахиб (1787—1839)
  - Гангпур[англ.] — Паршарам Шехар Део, Раджа[англ.] (1820—1831)
  - Гархвал — Сударшан Шах, махараджа (1824—1859)
  - Гвалиор — Даулат Рао Шинде, махараджа (1794—1827)
  - Гондал — Чандрасинхжи Деважи, тхакур сахиб (1821—1841)
  - Даспалла[англ.] — Кришна Чандра Део Бханж, раджа[англ.] (1805—1845)
  - Датия — Паричат Сингх, раджа (1801—1839)
  - Девас младшее[англ.] — Ананд Рао, раджа[англ.] (1817—1840)
  - Девас старшее[англ.] — Тукоджи Рао II, раджа[англ.] (1789—1827)
  - Джайнтия[англ.] — Рам Сингх, раджа[англ.] (1790—1832)
  - Джанжира — 
    - Ибрагим Хан II, наваб (1789—1794, 1803—1826)
    - Мохаммад Хан I, наваб (1826—1848)

  - Джайсалмер — Джай Сингх, махараджа (1820—1846)
  - Джалавад (Дрангадхра) — Амарсинхжи II Раисинхжи, сахиб (1804—1843)
  - Джаора — Гхаус Мухаммад Хан, наваб (1825—1865)
  - Дженкантал[англ.] — Шиям Чандра, раджа[кат.] (1822—1830)
  - Джинд — Сангат Сингх, раджа (1822—1834)
  - Джхабуа — Пратап Сингх, раджа (1821—1832)
  - Джунагадх — Мухаммад Бахадур Ханжи I, наваб (1811—1840)
  - Дхар — Рамачандра Радж II Павар, рана (1810—1833)
  - Дхолпур — Кират Сингх, рана (1804—1836)
  - Дунгарпур — Джасвант Сингх II, Махараджа  (1808—1844)
  - Идар — Гамбхир Сингх, раджа (1791—1833)
  - Индаур — Малхар III, махараджа (1811—1833)
  - Камбей — Банда Али Хан, наваб (1823—1841)
  - Капуртхала — Фатех Сингх, махараджа (1801—1837)
  - Караули — Хербакш Пал, махараджа (1805—1837)
  - Кач — Дешалджи II, раджа (1819—1860)
  - Кишангарх — Кальян Сингх, махараджа (1797—1832)
  - Кодагу (Коорг)[англ.] — Вира Раджа, раджа[англ.] (1820—1834)
  - Колхапур — Шахаджи I, раджа (1822—1838)
  - Кота — Кишор Сингх II, махараджа (1819—1828)
  - Кочин — Керала Варма III, махараджа (1809—1828)
  - Куч-Бихар — Харендра Нарайян, раджа (1783—1839)
  - Ладакх — Цепал Дондуп Намгьял, раджа[англ.] (1802—1837, 1839—1840)
  - Лохару — Ахмад Бакхш Хан, наваб (1806—1827)
  - Лунавада[англ.] — Фатех Сингх, рана[англ.] (1818—1849)
  - Майсур — Кришнараджа Водеяр III, султан (1799—1868)
  - Малеркотла — Амир Али Хан, наваб (1821—1846)
  - Манди — 
    - Ишвари Сен, раджа (1788—1826)
    - Залим Сен, раджа (1826—1839)

  - Манипур — Гамбхир Сингх, раджа[англ.] (1821, 1825—1834)
  - Марвар (Джодхпур) — Ман Сингх, махараджа (1803—1843)
  - Мевар (Удайпур) — Бхим Сингх, махарана (1778—1828)
  - Морви — Джияджи Вагхджи, сахиб (1790—1828)
  - Мудхол — Вьянкатрао I, раджа (1818—1854)
  - Набха — Джашвант Сингх, махараджа (1783—1840)
  - Наванагар — Ранмалджи II Сатаджи, джам (1820—1852)
  - Нагпур — Рагходжи III, махараджа (1818—1853)
  - Нарсингхгарх — Собхаг Сингжи, раджа (1795—1827)
  - Орчха — Дхарам Пал, раджа (1817—1834)
  - Паланпур — Фатех Мохаммад Хан, диван (1812—1813, 1813—1854)
  - Панна — Кишор Сингх, раджа (1798—1834)
  - Патиала — Карам Сингх, махараджа (1813—1845)
  - Порбандар — Химоджираджи Халоджи, рана (1813—1831)
  - Пратабгарх — Савант Сингх, махарават (1774—1844)
  - Пудуккоттай — Рагхунатха Тондемен II, раджа (1825—1839)
  - Раджгарх — Невал Сингх, рават (1815—1831)
  - Раджпипла — Верисалжи II, махарана (1821—1860)
  - Радханпур — Мухаммад Джоравар Шир Хан, наваб (1825—1874)
  - Рампур — Ахмад Али Хан, наваб (1794—1840)
  - Ратлам — Балвант Сингх, махараджа (1824—1857)
  - Рева — Джай Сингх, раджа (1809—1835)
  - Савантвади — Кхем Савант Бхонсле IV, раджа (1812—1867)
  - Саилана — 
    - Лакшман Сингх, раджа (1797—1826)
    - Ратан Сингх, раджа (1826—1827)

  - Самбалпур[англ.] — Махарадж Саи, раджа[англ.] (1820—1827)
  - Самтар — Ранжит Сигнх II, раджа (1817—1827)
  - Сангли — Чинтаман Рао I, раджа (1782—1851)
  - Сирмур — Фатех Пракаш, махараджа (1815—1850)
  - Сирохи — Удайибхан Сингх, раджа (1808—1847)
  - Ситамау — Раж Рам Сингх I, раджа (1802—1867)
  - Сонепур — Притхви Сингх Део, раджа (1781—1841)
  - Сукет — Бикрам Сен II, раджа (1791—1838)
  - Танджавур — Серфоджи II, раджа (1787—1793, 1798—1832)
  - Тонк — Амир Хан, наваб (1806—1834)
  - Траванкор — Свати Тирунал Рама Варма, махарани (1813—1846)
  - Трипура — 
    - Рама Ганга Маникья, раджа[англ.] (1813—1826)
    - Каши Чандра Маникья, раджа[англ.] (1826—1829)

  - Фаридкот — 
    - Гуляб Сингх, раджа (1804—1826)
    - Аттар Сингх, раджа (1826—1827)

  - Хайдарабад — Асаф Джах III, низам (1803—1829)
  - Хиндол[англ.] — Кишан Чандра, раджа[англ.] (1786—1829)
  - Чамба — Чархат Сингх, раджа (1808—1844)
  - Чаркхари — Бикрамажит Сингх, раджа (1782—1829)
  - Чхатарпур — Пратап Сингх, раджа (1816—1854)
  - Шахпура — Амар Сингх, раджа (1796—1827)
- Индонезия —
  - Аче — Алауддин Мухаммад Дауд, султан (1823—1838)
  - Бачан — 
    - Камарулла, султан[англ.] (1797—1826)
    - Мухаммад Гаятуддин Корнабе, султан[англ.] (1826—1861)

  - Дели — Амалуддин Манжендар, туанку (1805—1850)
  - Джокьякарта — 
    - Хаменгкубувоно V, султан (1823—1826, 1828—1855)
    - Хаменгкубувоно II, султан (1792—1810, 1811—1812, 1826—1828)

  - Ланфан[англ.] — Лю Тайцзи, президент[англ.] (1823—1838)
  - Мангкунегаран — Мангкунегара II, султан (1796—1835)
  - Понтианак — Осман Алькадри, султан (1819—1855)
  - Сиак — Аль-Саид аль-Шариф Ибрагим Абдул Джалил Халилуддин, Султан (1811—1827)
  - Сулу — Джамалул Кирам I, султан[англ.] (1823—1844)
  - Суракарта — Пакубовоно VI, сусухунан (1823—1830)
  - Тернате — Мухаммад Зайн, султан (1823—1859)
  - Тидоре — Аль-Мансур Сираджуддин, султан[англ.] (1822—1856)
- Иран  — Фетх Али, шах (1797—1834)
- Йемен — 
  - Акраби — Аль-Махди ибн Али аль-Акраби, шейх (1770— 1833)
  - Алави — Шаиф I аль-Алави, шейх (1800—1839)
  - Аудхали — Ахмад ибн Салих, |султан (ок. 1820 — 1870)
  - Вахиди — Абдаллах I бин Ахмад, султан (1810—1830)
  - Верхняя Яфа — Кахтан II бин Умар аль-Хархара, султан (ок. 1815 — ок. 1840)
  - Катири — Мухсин ибн Ахмад аль-Катир, султан (1800—1830)
  - Лахедж — Ахмад I ибн Абд аль-Карим, султан (1791—1827)
  - Нижняя Яфа — Али I ибн Галиб аль-Афифи, султан (ок. 1800 — 1841)
  - Фадли — Абдаллах III бин Ахмад аль-Фадли, султан (1819—1828)
- Казикумухское ханство — Аслан, хан (1820—1836)
- Камбоджа — Анг Тян II, король[англ.] (1806—1834)
- Китай (Империя Цин)  — Даогуан (Мяньнин), император[англ.] (1820—1850)
- Кувейт — Джабер I, шейх (1814—1859)
- Лаос  — 
  - Вьентьян  — Анувонг, король (1805—1828)
  - Луангпхабанг  — Мантатурат, король (1819—1837)
  - Пхуан  — Нои, король (1803—1831)
  - Тямпасак  — 
    - Чао Ньо, король (1819—1826)
    - Хуай, король (1826—1841)
- Малайзия — 
  - Джохор — Хусейн Шах, Султан[англ.] (1819—1835)
  - Келантан — Мухаммад I, раджа[англ.] (1800—1835)
  - Негери-Сембилан — Радин, ямтуан бесар (1824—1861)
  - Перак — Абдаллах Муаззам-шах, султан (1825—1830)
  - Селангор — 
    - Ибрагим, султан (1778—1826)
    - Мухаммад, султан (1826—1857)

  - Сетул[англ.] — Тунку Бинсу ибн аль-Мархум Абдулла, раджа[англ.] (1809—1843)
  - Тренгану — Ахмад Шах I, султан (1808—1830)
- Мальдивы — Мухаммад Муинуддин I, султан (1799—1835)
- Мьянма (Бирма) — 
  - Йонгве[англ.] — Сао Се У II, Саофа[англ.] (1821—1852)
  - Кенгтунг[англ.] — Маха Хканан, саофа[англ.] (1815—1857)
  - Конбаун — Баджидо, царь (1819—1837)
  - Локсок (Ятсок)[англ.] — Хкун Шве Эк, саофа[англ.] (1813—1850)
  - Мокме[англ.] — Лет То, саофа[англ.]  (1824—1831)
  - Монгнай[англ.] — Монг Шве По, миоза[англ.]  (ок. 1802—1848)
  - Монгпай[кат.] — Хкам Хленг, саофа[кат.] (1808—1820, 1823—1836)
  - Монгпон[англ.] — Хкун Лек, саофа[англ.] (1816—1860)
  - Сенви[англ.] — Сао Хкам Пак, саофа[англ.] (1824—1827)
  - Сипау[англ.] — Хкун Хкви, саофа[англ.] (1809—1843)
- Неджд — Турки ибн Абдулла, эмир (1824—1834)
- Непал — Ражендра Бикрам, король (1816—1847)
- Оман — Саид ибн Султан, султан (1804—1856)
- Османская империя — Махмуд II, султан (1808—1839)
- Пакистан — 
  - Бахавалпур — 
    - Садик Мухаммад Хан II, наваб (1809—1826)
    - Мухаммад Бахавал Хан III, наваб (1826—1852)

  - Калат — Мераб II, хан (1817—1839)
  - Лас Бела — Али-хан II, хан (1818—1830)
  - Синд (династия Талпур) — Карим Али, мир (1811—1828)
  - Хаирпур — Сохраб Хан, мир (1783—1830)
  - Харан — Аббас, мир (1804/1810—1833)
  - Хунза[англ.] — Газанфур Хан, мир[англ.] (1825—1863)
  - Читрал — Шах Мухтарам Катор II, мехтар (1788—1838)
- Рюкю — Сё Ко, ван (1804—1828)
- Сиам (Раттанакосин)  — Рама III (Чессадабодиндра), король (1824—1851)
- Сикким — Цудпуд Намгьял, чогьял (1793—1863)
- Сикхское государство — Ранджит Сингх, махараджа (1801—1839)
- Тибет — Цултрим Гьяцо (Далай-лама X), далай-лама[англ.] (1822—1837)
- Узбекистан — 
  - Бухарский эмират —  
    - Хайдар, эмир (1800—1826)
    - Мир Хусейн, эмир (1826)
    - Мир Умар, эмир (1826—1827)

  - Кокандское ханство — Мухаммад Али, хан (1822—1841)
  - Хивинское ханство (Хорезм) — Аллакули, инак (1825—1842)
- Филиппины — 
  - Магинданао — Каваса Анвар ад-дин, султан (1805—1830)
- Чосон  — Сунджо, ван (1800—1834)
- Шарджа  — Султан I бин Сакр аль-Касими, эмир[англ.] (1803—1840, 1840—1866)
- Япония — 
  - Аяхито (император Нинко), император (1817—1846)
  - Токугава Иэнари, сёгун (1787—1837)

## Америка
- Аргентина — Бернардино Ривадавия, президент (1826—1827)
- Боливия — Антонио Хосе Сукре, президент (1825—1828)
- Бразильская империя — Педру I, император (1822—1831)
- Великая Колумбия — Симон Боливар, президент (1819—1830)
- Гаити[англ.] — Жан Пьер Буайе, президент (1818—1843)
- Мексиканская республика — Гуадалупе Виктория, президент (1824—1829)
- Парагвай — Хосе Гаспар Родригес де Франсия, верховный диктатор (1814—1840)
- Перу (вице-королевство) — 
  - Пио де Тристан, вице-король (номинально) (1824—1826)
  - в 1826 году вице-королевство упразднено
- Перу (республика) — Симон Боливар, президент (1824—1827)
- Соединённые провинции Центральной Америки — Мануэль Хосе Арсе, президент (1825—1829)
- Соединённые Штаты Америки — Джон Куинси Адамс, президент (1825—1829)
- Чили — 
  - Рамон Фрейре, верховный диктатор (1823—1826)
  - Мануэль Бланко Энкалада, президент (1826)
  - Агустин Эйсагирре, президент (1826—1827)

## Африка
- Аусса — Эйдахис ибн Махаммад ибн Эйдахис, султан (1801—1832)
- Ашанти — Осей Яв Акото, ашантихене (1824—1834)
- Баоль[фр.] — Бирам Фатма Тиуб Фаль, тень[фр.] (1825—1832)
- Багирми — Утман Буркоманда III аль-Кабир, султан (1806—1807, 1807, 1807—1846)
- Бамбара (империя Сегу) — Да Диарра, битон (1808—1827)
- Бамум — Нгууо, мфон (султан)[англ.] (1818—1865)
- Бени-Аббас[англ.] — Бен Абдалла Бен Бузид Мокрани, султан[фр.] (1800—1830)
- Бенинское царство — Осемвенде, оба[англ.] (1816—1848)
- Борну — Ибрагим IV, маи[нем.] (1820—1846)
- Буганда — Камаанья, кабака (1814—1832)
- Буньоро — Ньямутукура Кьебамбе III, омукама (1786—1835)
- Бурунди — Нтаре IV Ругамба, мвами (король) (1796—1850)
- Бусса[англ.] — Киторо Гани Зара дан Джибрим, киб (1793—1835)
- Ваало[англ.] — Йерим Мбаник Тег-Релла, король (1825—1827)
- Вадаи — Юсуф Харифен ибн Абд аль-Кадир, колак (султан)[англ.] (1815—1829)
- Варсангали[англ.] — Мохамед Али, султан[кат.] (1789—1830)
- Вогодого — Савадого, нааба (1802—1834)
- Волаитта (Велайта)[нем.] — Амадо, каво[англ.] (1800—1835)
- Гаро (Боша) — Дукамо, тато[англ.] (ок. 1790 — 1845)
- Гвирико[англ.] — Диори Уаттара, царь[англ.] (1809—1839)
- Дагомея — Гезо, ахосу (1818—1858)
- Дамагарам — Ибрагим дан Сулейман, султан (1822—1841)
- Дарфур — Мухаммад III Фадл ибн Абд аль-Рахман, султан (1799—1839)
- Денди[англ.] — Бассару Мисси Изе, аскья[англ.] (1823—1842)
- Денкира[англ.] — Квадво Тибу I, денкирахене[англ.] (1813—1851)
- Джолоф — Бирьям Кумба-Ге, буур-ба[англ.] (1818—1838)
- Зулусское королевство — Чака, инкоси (король) (1816—1828)
- Малагасийское королевство — Радама I, король (1818—1828)
- Кайор — Бирам Фатма Куб Фаль, дамель (1809—1832)
- Каффа — Гаа Нетшотшо, царь (1821—1845)
- Кенедугу — Фамороба Траоре, фаама (ок.1825—ок.1835)
- Койя — 
  - Кунья Банна, обаи (1825—1826)
  - Фатима Брима Кама, обаи (1826—1840)
- Конго — Гарсия V, маниконго[англ.] (1803—1830)
- Лунда — Навеж II Дитенд, муата ямво (ок. 1800—1852)
- Маджиртин — Кисмаан II, султан (1815—1842)
- Мандара — Букар Д’Гжама, султан (1773—1828)
- Марокко — Абд ар-Рахман, султан (1822—1859)
- Массина — Секу Амаду (Амаду Лоббо), ардо (альмами) (1810—1845)
- Матамба и Ндонго[англ.] — Ндала Камана, король[англ.] (1810—1833)
- Нри[англ.] — Энвелеана I, эзе[англ.] (1795—1886)
- Руанда — Мутара II Рвогера, мвами (1802—1853)
- Салум — Бале Ндунгу Хуредья Ндао, маад (1823—1851)
- Свазиленд (Эватини) — Собуза I, нгвеньяма (король) (1815—1836)
- Сокото — Мухаммед Белло, султан[англ.] (1817—1837)
- Такали[англ.] — Умар II, мукук[англ.] (1800—1835)
- Твифо-Хеман (Акваму)[англ.] — Окото Паньин, аквамухене (1781—1835)
- Трарза — Мохаммед ульд Али, эмир (1800—1827)
- Тунис — Хусейн II ибн Махмуд, бей (1824—1835)
- Фута Торо — междуцарствие (1804—1859)
- Харар[англ.] — Абд аль-Карим ибн Мухаммад, эмир[англ.] (1825—1834)
- Эфиопия — 
  - Гигар, император (1821—1826, 1826—1830)
  - Баеда Марьям III, император (1826)

## Европа
- Андорра — 
  - Карл X, король Франции, князь-соправитель (1824—1830)
  - Бернат Франсес-и-Кабальеро, епископ Урхельский, князь-соправитель (1817—1827)
- Валахия — Григорий IV Гика, господарь (1822—1828)
- Великобритания и Ирландия — 
  - Георг IV, король (1820—1830)
  - Роберт Банкс Дженкинсон, премьер-министр (1812—1827)
- Венгрия — Франц I, король (1792—1835)
- Германский союз — 
  - Австрийская империя — Франц I, император (1804—1835)
  - Ангальт —
    - Ангальт-Бернбург — Алексиус Фридрих, герцог (1807—1834)
    - Ангальт-Дессау — Леопольд IV, князь (1817—1853)
    - Ангальт-Кётен — Фердинанд Фридрих, герцог (1818—1830)

  - Бавария — Людвиг I, король (1825—1848)
  - Баден — Людвиг I, великий герцог (1818—1830)
  - Брауншвейг — Карл II, герцог (1815—1830)
  - Вальдек-Пирмонт — Георг II, князь (1813—1845)
  - Вюртемберг — Вильгельм I, король (1816—1864)
  - Ганновер — Георг IV, король (1820—1830)
  - Гессен — 
    - Гессен (великое герцогство) — Людвиг I, великий герцог (1806—1830)
    - Гессен-Гомбург — Фридрих VI, ландграф (1820—1829)
    - Гессен-Ротенбург — Виктор Амадей, ландграф (1812—1834)
    - Гессен-Филипсталь-Бархфельд — Карл, ландграф (1803—1854)

  - Гогенцоллерн-Гехинген — Фридрих, князь (1810—1838)
  - Гогенцоллерн-Зигмаринген — Антон Алоис, князь (1785—1831)
  - Лихтенштейн — Иоганн I, князь (1805—1836)
  -  Люксембург — Вильгельм I, великий герцог (1815—1840)
  - Мекленбург —
    - Мекленбург-Стрелиц — Георг, великий герцог (1816—1860)
    - Мекленбург-Шверин — Фридрих Франц I, великий герцог (1815—1837)

  - Нассау (герцогство) — Вильгельм I, герцог (1816—1839)
  - Ольденбург — Петер I, великий герцог (1823—1829)
  - Пруссия — Фридрих Вильгельм III, король (1797—1840)
    - Олесницкое княжество (герцогство Эльс) — Вильгельм Брауншвейгский, князь (1815—1884)

  - Рейсс-Гера — Генрих LXII, князь (1818—1854)
  - Рейсс-Грейц — Генрих XIX, князь (1817—1836)
  - Саксония — Фридрих Август III, король (1806—1827)
    - Саксен-Альтенбург — Фридрих, герцог (1826—1834)
    - Саксен-Веймар-Эйзенах — Карл Август, великий герцог (1815—1828)
    - Саксен-Гильдбурггаузен — 
      - Фридрих, герцог (1780—1826)
      - в 1826 году выделено герцогство Саксен-Альтенбург, а Гильдбурггаузен разделен между Саксен-Кобург-Заальфельдом и Саксен-Мейнингеном

    - Саксен-Кобург-Гота — Эрнст I, герцог (1826—1844)
    - Саксен-Кобург-Заальфельд — 
      - Эрнст III, герцог (1806—1826)
      - в 1826 году Заафельд перешел к Саксен-Мейнингену и образовано герцогство Саксен-Кобург-Гота

    - Саксен-Мейнинген — Бернгард II, герцог (1803—1866)

  - Шаумбург-Липпе — Георг Вильгельм, князь (1807—1860)
  - Шварцбург-Зондерсгаузен — Гюнтер Фридрих Карл I, князь (1794—1835)
  - Шварцбург-Рудольштадт — Фридрих Гюнтер, князь (1807—1867)
- Греция — 
  - Георгиос Кундуриотис, председатель правительства (1823—1826, 1848)
  - Андрей Заимис, председатель правительственной комиссии (1826—1827)
- Дания — Фредерик VI, король (1808—1839)
- Испания — Фердинанд VII, король (1808, 1813—1833)
- Италия —
  - Лукка — Карл II, герцог (1824—1847)
  - Модена и Реджо — Франческо IV д’Эсте, герцог (1814—1846)
  - Королевство обеих Сицилий — Франциск I, король (1825—1830)
  - Парма и Пьяченца — Мария-Луиза Австрийская, герцогиня (1814—1847)
  - Сардинское королевство — Карл Феликс, король (1821—1831)
  - Тосканское великое герцогство — Леопольд II, великий герцог (1824—1859)
- Молдавское княжество — Иоан Стурдза, господарь (1822—1828)
- Монако — Оноре V, князь (1819—1841)
- Нидерланды — Виллем I, король (1815—1840)
- Норвегия — Карл III (король Швеции Карл XIV Юхан), король (1818—1844)
- Папская область — Лев XII, папа (1823—1829)
- Португалия — 
  - Жуан VI, король (1816—1826)
  - Педру IV, король (1826—1828)
- Сербия — Милош Обренович, князь (1817—1839, 1858—1860)
- Российская империя — Николай I, император (1825—1855)
- Франция — Карл X, король (1824—1830)
- Чехия — Франц I, король (1792—1835)
- Швеция — Карл XIV Юхан, король (1818—1844)

## Океания
- Гавайи — Камеамеа III, король (1824—1854)
- Таити — Помаре III, король (1821—1827)

- Франц I  
 1804-1835 
 Император Австрии, король Венгрии и Чехии
- Фридрих Вильгельм III  
 1797-1840 
 Король Пруссии
- Фетх Али    
 1797-1834 
 Шах Ирана
- Махмуд II  
 1808-1839 
 Османский султан
- Симон Боливар 
 1819-1830 
 Президент Великой Колумбии
- Карл X  
 1824-1830 
 Король Франции
- Николай I  
 1825-1855 
 Император Всероссийский
- Рама III  
 1824-1851 
 Король Сиама
- Джон Куинси Адамс 
 1825-1829 
  Президент США
- Гуадалупе Виктория  
 1824-1829 
 Президент Мексики
- Ранджит Сингх  
 1801-1839 
 Махараджа сикхов
- Карл XIV Юхан  
 1818-1844 
 Король Швеции и Норвегии
- Георг IV  
 1820-1830 
 Король Великобритании и Ганновера
- Фердинанд VII  
 1813-1833 
 Король Испании
- Чака  
 1816-1828 
 Инкоси зулу
- Даогуан (Мяньнин)  
 1820-1850 
  Император Китая (Цин)
- Жуан VI   
 1816-1826 
 Король Португалии
- Педру I  
 1822-1831 
 Император Бразилии
- Фридрих Август I  
 1806-1827 
 Король Саксонии
- Фредерик VI  
 1808-1839 
 Король Дании
- Виллем I  
 1815-1840 
 Король Нидерландов и великий герцог Люксембургский
- Вильгельм I  
 1816-1864 
 Король Вюртемберга
- Саид ибн Султан  
 1804-1856 
 Султан Омана
- Карл Феликс  
 1821-1831 
 Король Сардинии
- Франциск I  
 1825-1830 
 Король обеих Сицилий
- Людвиг I  
 1825-1848 
 Король Баварии
- Жан Пьер Буайе  
 1818-1843 
 Президент Гаити
- Акбар Шах II  
 1806-1837 
 Падишах империи Великих Моголов
- Нгуен Тхань-то  
 1820-1841 
 Император Вьетнама
- Милош Обренович  
 1816-1839,1858-1860 
 Князь Сербии
- Радама I  
 1818-1828 
 Король Мадагаскара
- Хосе Гаспар Родригес де Франсия  
 1814-1840 
 Верховный правитель Парагвая
- Токугава Иэнари  
 1787-1837 
 Сёгун Японии
- Лев XII  
 1823-1829 
 Папа Римский